# Łukasz Mierzejewski
Łukasz Mierzejewski (* 31. August 1982 in Ciechanów) ist ein ehemaliger polnischer Fußballspieler.

## Vereinskarriere
Seine Profikarriere begann der Mittelfeldspieler im Jahr 2000 bei Legia Warschau. Mit Legia wurde er zwar 2002 Polnischer Meister und Ligapokalsieger, kam allerdings nur sehr selten zum Einsatz und wurde zur Rückrunde der Saison 2001/02 sogar in die zweite Mannschaft von Legia Warschau verbannt. Zur Saison 2002/03 wurde Mierzejewski an den Łódzki KS in die 2. Liga verkauft. Hier konnte er überzeugen und wechselte nach nur einer Saison zum 1. Liga-Aufsteiger Świt Nowy Dwór Mazowiecki. Bei Świt spielte er eine durchwachsene Saison und stieg mit dem Klub am Saisonende ab. 2004 wurde Mierzejewski dann von Zagłębie Lubin verpflichtet. Er spielte insgesamt vier Saisons bei Zagłębie Lubin und wurde 2007 überraschend Polnischer Meister. 2007/08 wechselte er erneut den Arbeitgeber und unterschrieb bei Widzew Łódź. Zwar konnte er hier überzeugen, musste aber aufgrund der Beteiligung Widzews in einen Korruptionsskandal mit dem Klub zwangsabsteigen. Nach einem halben Jahr in der 2. Liga wechselte er 2008 zu KS Cracovia in die Ekstraklasa. Bei Cracovia spielte er eine tragende Rolle und war Stammspieler. In der Saison 2010/11 war er jedoch immer öfters nur noch Auswechselspieler. Daher wechselte er im Sommer 2011 zum griechischen Erstligisten AO Kavala. Jedoch musste der Verein im Zuge des griechischen Wett- und Manipulationsskandals zwangsabsteigen und spielte in der vierthöchsten Spielklasse, der Delta Ethniki. Nach einem halben Jahr wechselte er zum polnischen Erstligaaufsteiger Podbeskidzie Bielsko-Biała. Hier konnte er sich aber überhaupt nicht durchsetzen und kam auf nur 5 Spiele in der Ekstraklasa. Zur Saison 2012/2013 wechselte Mierzejewski zum kroatischen Erstligisten HNK Rijeka. In Rijeka konnte er wieder zu alter Stärke zurückfinden und absolvierte 17 Ligaspiele für die Kroaten, bevor er zur Saison 2013/2014 nach Polen zurückkehrte und beim Zweitligisten Górnik Łęczna anheuerte. Hier war er Stammspieler und stieg mit Górnik in die Ekstraklasa auf. 2017 beendete er dort auch seine aktive Karriere.

## Nationalmannschaft
Für die polnische Nationalmannschaft debütierte Łukasz Mierzejewski am 17. Januar 2010 bei einem Freundschaftsspiel gegen Dänemark (1:3).

## Erfolge
- Vize-U-16-Fußball-Europameisterschaft 1999
- U-18-Fußball-Europameisterschaft 2001
- 2× Polnischer Meister (2002 und 2007)
- 1× Polnischer Ligapokalsieger (2002)